# Důl Františka (Radonice)
Důl Františka (předcházejícími jmény důl Františka II a důl Karel) je zaniklý hnědouhelný důl u Radonic v okrese Chomutov. Nacházel se na jihovýchodním okraji Radonic a za dobu provozu v letech 1933–1959 v něm bylo vytěženo 1,6 miliónu tun uhlí.

## Historie
Doly pojmenované Františka bývaly v Radonicích dva. První byl založen na severovýchodním okraji Radonic koncem padesátých let devatenáctého století a provozován byl do roku 1906. V období 1920–1934 v něm byla těžba obnovena a jeho posledním majitelem se stala chodovská společnost Těžařstvo dolu Gustav Goldenhohe.
Druhý důl Františka se nacházel jihovýchodně od vesnice. Původně se jmenoval důl Karel po svém zakladateli Karlu Aschermannovi ze Sokolova. Ten nechal důl otevřít v roce 1934, ale o šest let později jej musel prodat Těžařstvu dolu Gustav Goldenhohe, které jej přejmenovalo na důl Františka II. Římská číslice se v názvu přestala používat krátce po roce 1945.
S hloubením těžní jámy se začalo už v červnu roku 1933. Po dosažení hloubky 75 metrů byla vyhloubena větrná jáma hluboká 62 metrů. Těžní zařízení používalo vozy s kapacitou 780 kilogramů a celkový výkon dolu byl 160 tun uhlí za směnu. Část uhlí důl spotřeboval pro vlastní potřebu, malé množství se prodávalo přímo na místě drobným zákazníkům, ale tři čtvrtiny produkce vytříděného uhlí se odvážely auty na radonické nádraží, odkud se po Doupovské dráze odváželo odběratelům. V provozu bývala také lanovka, jejíž závěrečnou část nahradil krátce před ukončením těžby pásový dopravník.
Hlavní metodou těžby, která se prováděla až do roku 1950, bylo ruční komorování na plnou mocnost na zával. Vyrubané uhlí se ruční nebo vrátkovou dopravou přibližovalo ke stanici důlní lanovky.
Během druhé světové války v dole pracovali francouzští zajatci z malého zajateckého tábora v Radechově, které po válce vystřídali Němci určení k vysídlení. Uhelná sloj obsahovala velké množství methanu, který se při těžbě uvolňoval, a v důsledku nízké úrovně bezpečnosti a nedodržování bezpečnostních předpisů došlo před rokem 1945 ke třem výbuchům plynu, při kterých zemřelo šest horníků a čtyři byli zraněni.
Po odchodu Němců v letech 1946–1948 se počet zaměstnanců snížil na polovinu. Vedení Severočeských hnědouhelných dolů proto roku 1948 rozhodlo o uzavření dolu, ale ještě v témže roce své rozhodnutí zrušilo a provoz obnovilo. Nedostatek pracovníků však způsobil, že z požadované těžby ve výši 83 tisíc tun uhlí bylo vytěženo jen přibližně 51 tisíc tun.
| Rok  | Tuny   |
| ---- | ------ |
| 1933 | 11 047 |
| 1935 | 30 333 |
| 1940 | 65 920 |
| 1945 | 53 925 |
| 1950 | 60 049 |
| 1955 | 96 693 |
| 1959 | 33 483 |

Od 1. ledna se důl Františka stal součástí národního podniku Libuše. Až do roku 1950 bylo provozní zařízení na nízké úrovni, a chyběly dokonce i koupelny a převlékárny. Ty byly postaveny spolu s novými sklady až po rozhodnutí prodloužit těžbu otevřením tzv. Západního pole. Spolu s nimi byly zrekonstruovány byty zaměstnanců a v samotném dole se začaly používat žlabové a pásové pohony. I přes určitou modernizaci se na dole Františka s delším provozem nepočítalo. Plány na zplyňování zdejšího uhlí přímo v podzemí se nerealizovaly a od roku 1959 na trhu existoval přebytek energetického uhlí ze Severočeského hnědouhelného revíru. Důl Františka patřil mezi provozy s vysokými náklady, neměl připraven další provoz, a proto byl 1. května 1959 uzavřen. Celkem bylo za dobu provozu dolu vytěženo asi 1,6 miliónu tun uhlí. Uzavřením dolu skončila sto let dlouhá tradice těžby hnědého uhlí v okolí Radonic.

## Přírodní poměry
Důl Františka stával v katastrálním území Radonice u Kadaně na rozhraní Rohozecké vrchoviny v Doupovských horách a výběžku Pětipeské kotliny, která je součástí Žatecké pánve. Nadmořská výška rovinatého reliéfu se v okolí pohybuje okolo 330 metrů. Geologické podloží zde tvoří neogenní písky, štěrky a jíly s podřadně uloženými uhelnými slojemi. Na povrchu se vyvinul půdní typ kambizem eutrofní.
Uhelná sloj byla porušena geologickými poruchami a ukloněná směrem k západu, takže v závěrečné fázi jejího dobývání se uhlí dopravovalo až 15% stoupáním. Mocnost sloje se pohybovala od pěti do jedenácti metrů a nejméně kvalitní uhlí se nacházelo ve spodní části. Výhřevnost nejkvalitnějšího uhlí byla 3000–3200 kilokalorií. Četné proplástky však průměrnou výhřevnost snižovaly.